# Invercargill
Invercargill (maori: Waihōpai) är den stad i Southland i Nya Zeeland som är placerad både längst västerut och längst söderut. Det är också en av de sydligaste städerna i världen, den ligger 485 mil från Sydpolen. Staden hade 47 625 invånare enligt folkräkningen 2018.
Invercargill ligger vid floden Waihopai Rivers mynning på en öppen slätt som sträcker sig mot höglandet The Catlins i öst, Hokonui Hills i norr och bergskedjorna Longwood Range och Takitimu i nordväst.

## Historia
Området där Invercargill nu ligger köptes från den lokala iwin av New Zealand Company 1853. John Turnbull Thomson, chefslantmätare för Otago-provinsen, valde platsen för den nya staden och upprättade en gatuplan 1856. Den första försäljningen av stadsdelar ägde rum den 20 mars 1857 och samma år etablerades ett postkontor. I december 1857 hade staden 14 hus, två hotell och tre butiker.
Invercargill var centralort i Southland-provinsen under dess korta självständighet från Otago (1861–70). Staden blev officiellt en borough 1871. Southlands snabba utveckling som jordbruks- och livsmedelsförädlingscentrum från slutet av 1800-talet gjorde att Invercargill växte snabbt, och tilldelades status som stad 1930.

## Demografi
| Befolkningsutvecklingen i Invercargill 1951–2018 | Befolkningsutvecklingen i Invercargill 1951–2018 | Befolkningsutvecklingen i Invercargill 1951–2018 | Befolkningsutvecklingen i Invercargill 1951–2018 | Befolkningsutvecklingen i Invercargill 1951–2018 |
| ------------------------------------------------ | ------------------------------------------------ | ------------------------------------------------ | ------------------------------------------------ | ------------------------------------------------ |
|                                                  |                                                  |                                                  |                                                  |                                                  |
| År                                               |                                                  |                                                  | Folkmängd                                        |                                                  |
| 1951                                             | 1951                                             |                                                  | 31 613                                           |                                                  |
| 1956                                             | 1956                                             |                                                  | 35 107                                           |                                                  |
| 1961                                             | 1961                                             |                                                  | 41 088                                           |                                                  |
| 1966                                             | 1966                                             |                                                  | 46 016                                           |                                                  |
| 1971                                             | 1971                                             |                                                  | 50 681                                           |                                                  |
| 1976                                             | 1976                                             |                                                  | 53 762                                           |                                                  |
| 1981                                             | 1981                                             |                                                  | 53 868                                           |                                                  |
| 1986                                             | 1986                                             |                                                  | 52 807                                           |                                                  |
| 1991                                             | 1991                                             |                                                  | 51 540                                           |                                                  |
| 1996                                             | 1996                                             |                                                  | 49 404                                           |                                                  |
| 2001                                             | 2001                                             |                                                  | 46 305                                           |                                                  |
| 2006                                             | 2006                                             |                                                  | 44 496                                           |                                                  |
| 2013                                             | 2013                                             |                                                  | 45 411                                           |                                                  |
| 2018                                             | 2018                                             |                                                  | 47 625                                           |                                                  |
|                                                  |                                                  |                                                  |                                                  |                                                  |

## Kända personer födda i staden
- Marton Csokas
- Burt Munro
- Garfield Todd
- Jeremy Waldron